# Endocrocin
Endocrocin ist eine organische Verbindung und gehört zu der Farbstoffgruppe der roten Anthrachinonfarbstoffe. Endocrocin gehört zu der zuerst aufgeklärten Gruppe von Mutterkornfarbstoffen, welche sich durch ihre erhöhte Acidität und intensive Färbung auszeichnen. Die Verbindung gilt als Vorstufe vieler Anthrachinone.

## Vorkommen

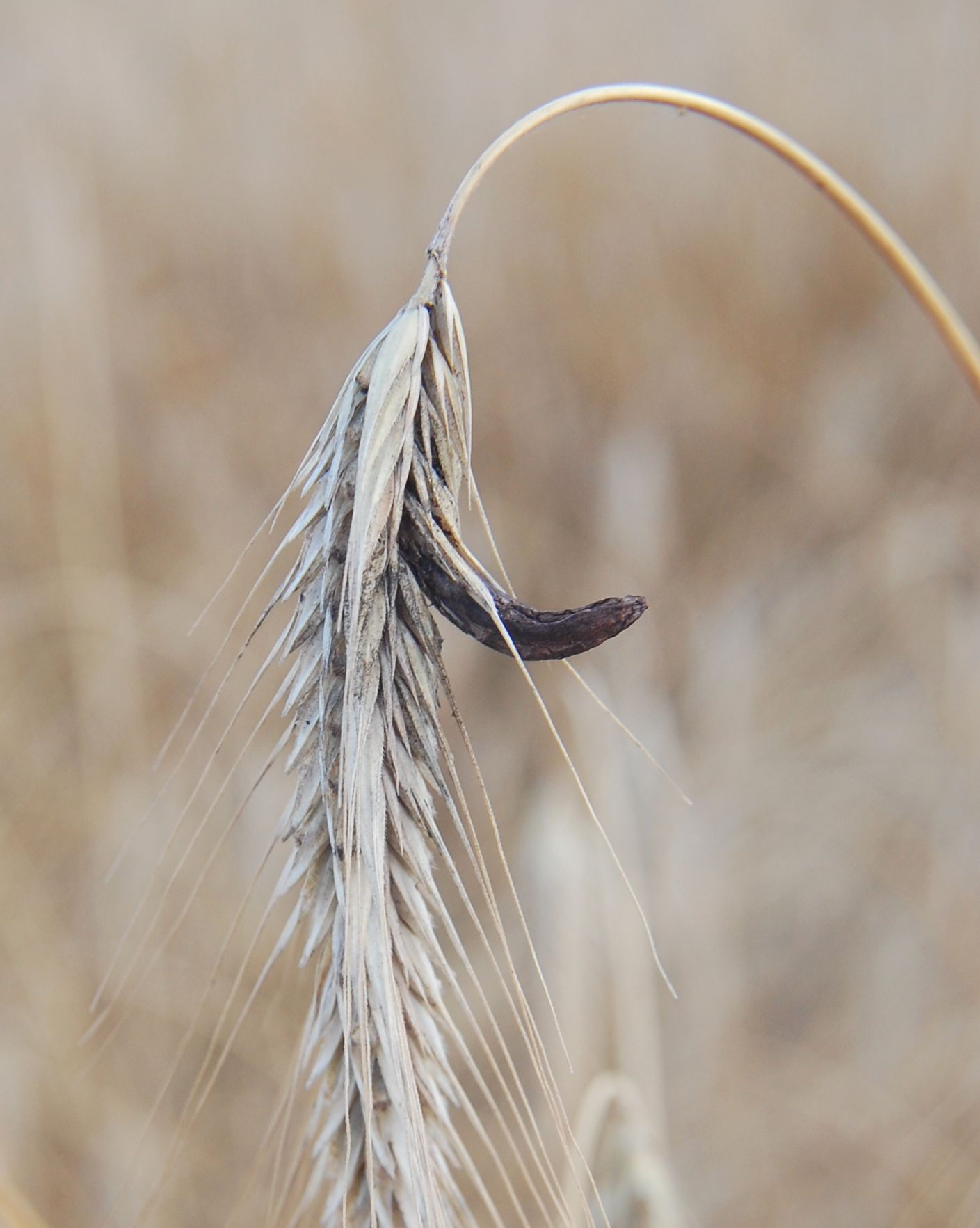
Roggenähre mit Mutterkorn

Endocrocin kommt vor allem in Pilzen (z. B. Gelbblättriger Zimt-Hautkopf), Kakteengewächsen (z. B. Echinopsis cinnabarina), Schimmelpilzen (z. B. Aspergillus amstelodami), Flechten (z. B. die japanische Baumflechte Nephromopsis endocrocea) und in Mutterkorn vor. Aufgrund des hohen Gehaltes von Anthrachinonfarbstoffen in Mutterkorn wird vermutet, dass die physiologische Wirkung derselben maßgeblich von den Farbstoffen beeinflusst wird. Im Mutterkorn sind 0,03 g·kg−1  Endocrocin enthalten.

## Geschichte
Die Erforschung des Zusammenhanges zwischen der Alkaloid- und Farbstoffbildung sowie die Aufklärung von Strukturen derselben sind vor allem auf Arbeiten von Burchard Franck zurückzuführen. Dabei entdeckte er Endocrocin als eine Vorstufe zur Biosynthese von gelben Xanthonfarbstoffderivaten. Aufgrund ihrer sehr stabil wirkenden Struktur wurden Anthrachinonfarbstoffe als Endprodukte des Stoffwechsels von Pflanzen angenommen. Zehn Jahre nach seiner Entdeckung fand Franck heraus, dass sie durch oxidative Ringöffnung zu Xanthonstoffen weiter verarbeitet werden.